# Бакуріані
Бакуріа́ні (груз. ბაკურიანი) — містечко, даба в Боржомському муніципалітеті, мхаре Самцхе-Джавахеті, Грузія.

## Географія

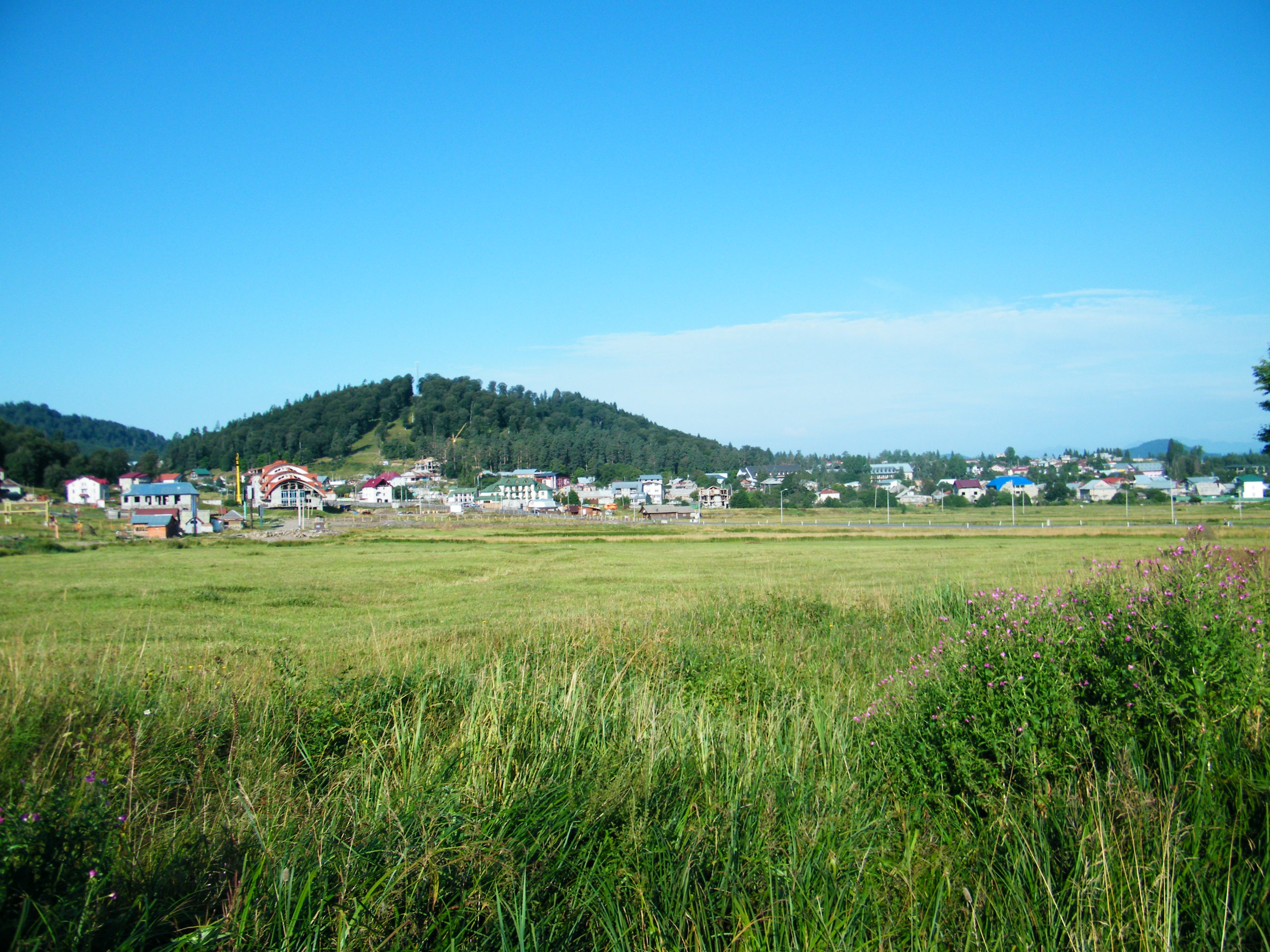
Бакуріані влітку

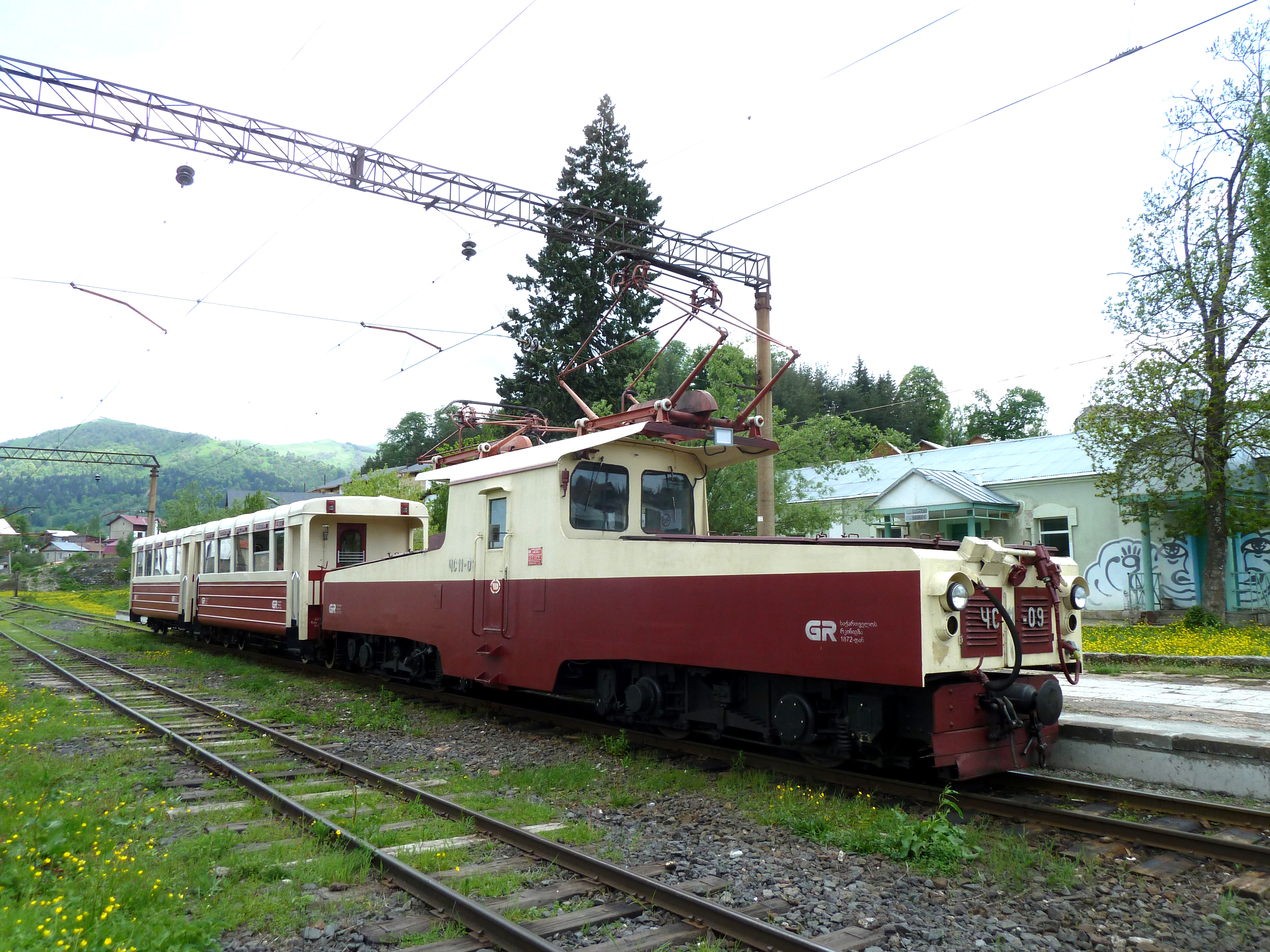

Місто розташоване на північному схилі Тріалетського хребта, неподалік від Боржомської ущелини, на висоті 1700 м; оточене горами, альпійськими луками і густими сосновими лісами. Відстань до Боржомі — 29 км, до Тбілісі — близько 190 км.

## Транспорт
До містечка прокладено вузькоколійну залізницю із міста Боржомі.

## Курорт
Бакуріані є найстарішим курортом на Кавказі. Нині місто є гірськолижним, кліматичним та бальнеотерапевтичним курортом Грузії,
У 1970-80-ті роки місто було базою підготовки олімпійської збірної СРСР. На початку 1990-х курорт тимчасово припинив свою діяльність.
Бакуріані змагалося за право провести Зимові олімпійські ігри 2014 року.
Нині у Бакуріані є кілька десятків лижних трас загальною протяжністю 29,1 км. Найбільш відомі «Кохта-1», «Кохта-2» та траси гори Дідвелі. Діє вісім підйомників, з яких чотири — дитячі бугельні дороги, та фунікулер.

## Українці в Бакуріані
У 1853 році в Бакуріані організовано переселили 80 сімей з Полтавщини та Чернігівщини.
Станом на 2017 рік більшість українських переселенців сильно асимілювалися із грузинами. Вони практично нічого спільного, крім прізвища і пам'яті про своїх предків, із сучасними українцями не мають. Вони не володіють українською мовою.

## Див. також

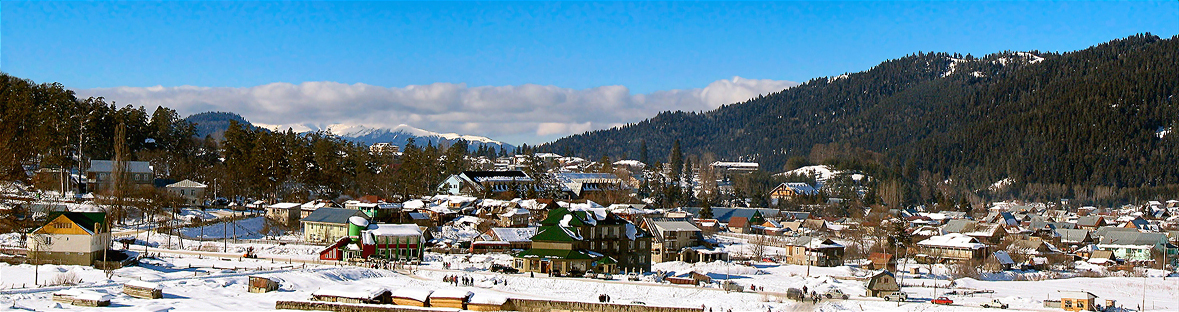
Бакуріані взимку